# Vágapátfalva
Vágapátfalva (szlovákul: Opatová) Trencsén városrésze Szlovákiában, a Trencséni kerület Trencséni járásában. Lakosainak száma: 1621 (2006).

## Fekvése
Trencsén központjától 5 km-re északkeletre, a Vág bal partján fekszik.

## Története
A 18. század végén Vályi András így ír róla: „APÁTFALVA. Népes tót falu Trentsén Vármegyében, birtokosa a’ Nyitrai Püspök, lakosai katolikusok, fekszik Vág vizéhez közel, Trentséntöl fél mértföldnyire. Nevezetes majorok vannak benne, Vidékjének szántó földgyei termékenyek, erdeje, és legelője elég, piatzozása közel lévén, első Osztálybéli.”
Fényes Elek 1851-ben kiadott geográfiai szótárában így ír a faluról: „Apáthfalva, vagy Opatova, tót falu, Trencsén vgyében, a sziléziai országutban, a Vágh bal partján, Trencséntől 1 mfd. Számlál 643 kath., 2 evang., 10 zsidó lak. Kath. paroch. templom. Földje termékeny, de az áradásoktól sokat szenved. F. u. a tudományi kincstár. Ut. p. Trencsén.”
1910-ben 737, túlnyomórészt szlovák lakosa volt. 1920 előtt Trencsén vármegye Trencséni járásához tartozott.

## Külső hivatkozások
- Vágapátfalva Szlovákia térképén

## Lásd még
- Trencsén
- Csákfalva
- Csákháza
- Diósfalu
- Trencsénpüspöki
- Vágaranyos
- Vághidas
- Vágszabolcs